# Râul Basarabița
Râul Basarabița este un curs de apă, afluent al râului Prăvăleni. 

## Hărți
- Harta județului Hunedoara
- Harta munții Apuseni
- Harta munții Bihor